# Cantone di Rezé-1
Il Cantone di Rezé-1 è una divisione amministrativa dell'Arrondissement di Nantes.
È stato costituito a seguito della riforma approvata con decreto del 25 febbraio 2014, che ha avuto attuazione dopo le elezioni dipartimentali del 2015.

## Composizione
Comprende parte del comune di Rezé e i 5 comuni di:
- Bouaye
- Bouguenais
- Brains
- Saint-Aignan-Grandlieu
- Saint-Léger-les-Vignes